# NGC 291
NGC 291 (również PGC 3140) – galaktyka spiralna (Sa), znajdująca się w gwiazdozbiorze Wieloryba. Odkrył ją Albert Marth 27 września 1864 roku. Należy do galaktyk Seyferta typu 2.